# HD36360
HD36360 — хімічно пекулярна зоря спектрального класу A5, що має видиму зоряну величину в смузі V приблизно  7,2.
Вона  розташована на відстані близько 447,4 світлових років від Сонця.